# Bodești
Bodești è un comune della Romania di 5 194 abitanti, ubicato nel distretto di Neamț, nella regione storica della Moldavia. 
Il comune è formato dall'unione di 4 villaggi: Bodești, Bodeștii de Jos, Corni, Oșlobeni.